# Kalmar teater

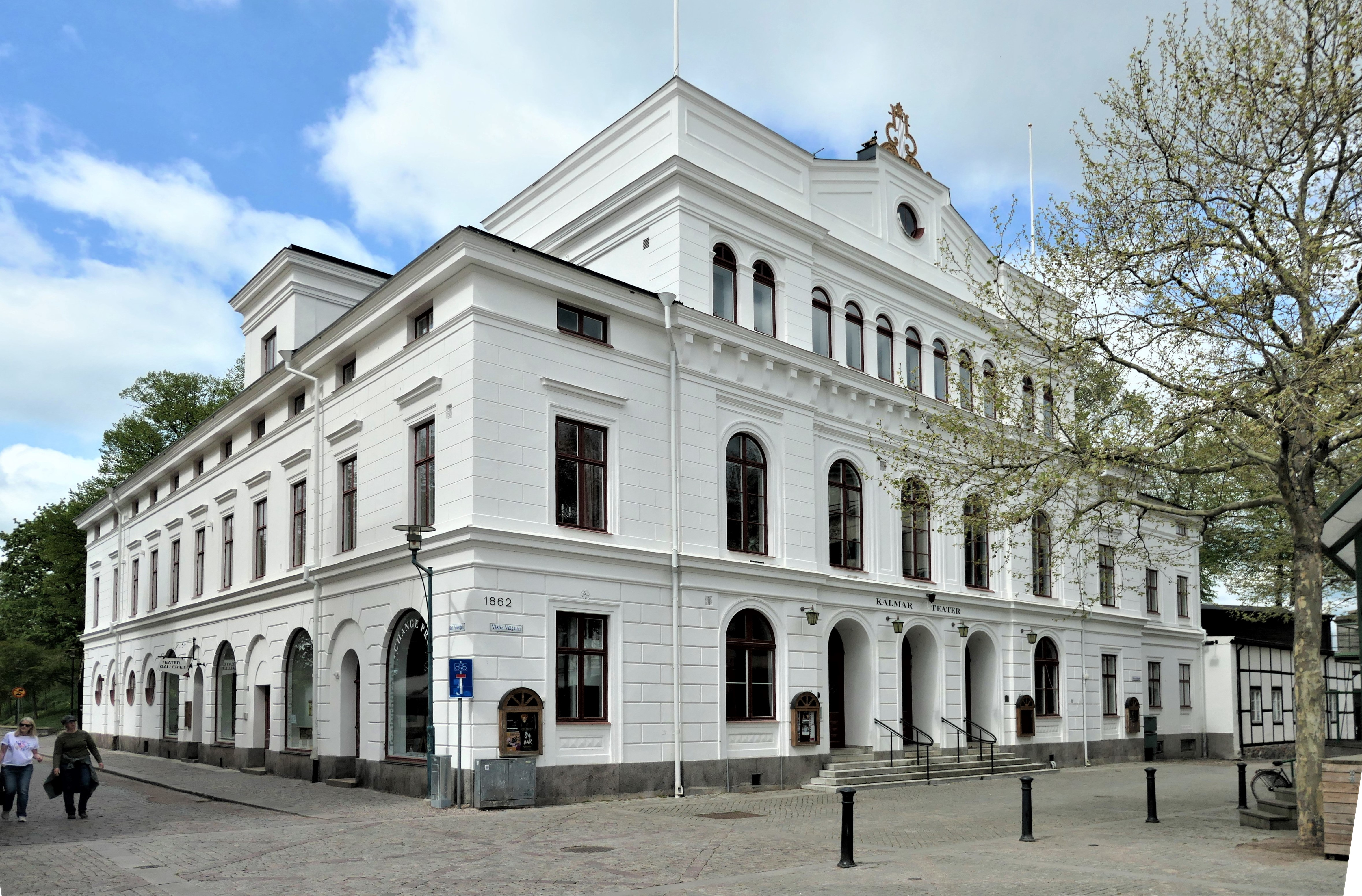
Kalmar teater vid Larmtorget, 2022.

Kalmar teater är en gästspelsscen i Kalmar. Den ligger vid Larmtorget. Huset ritades av arkitekt Bror Malmberg och invigdes 1863. Efter en genomgripande renovering 1987 har teatern än numera samma utseende som vid invigningen.
Kalmar teater har genom tiderna innehållit så skilda verksamheter som hotell, danssalong, biograf och cirkus. I anslutning till teatern ligger showrestaurangen Teatervallen. 
Teatern drivs som en gästscen och tar alltså emot föreställningar från många olika håll. Den lyder under Kalmar kommuns Kultur- och fritidsförvaltning.

## Bildgalleri

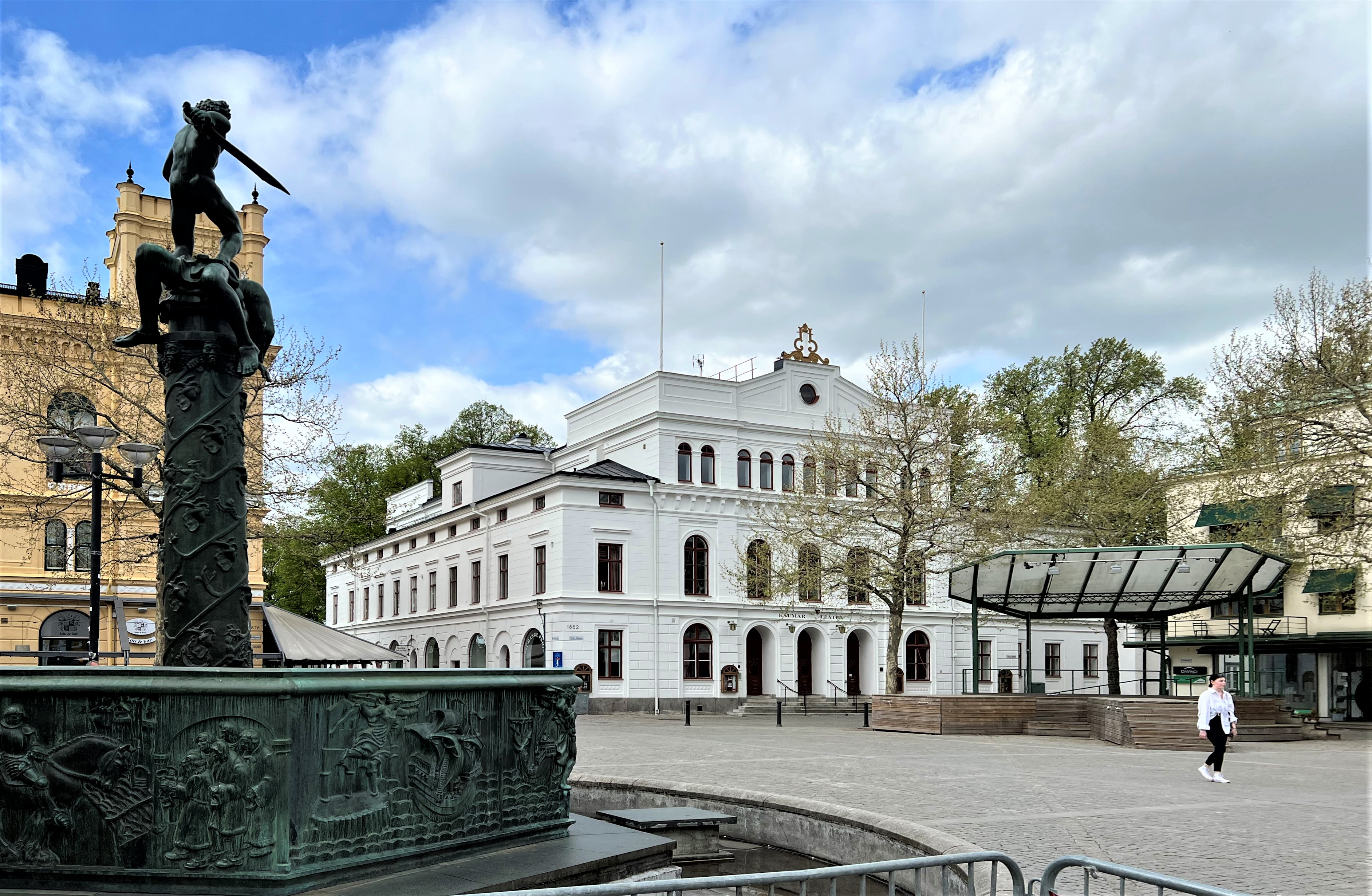
Larmtorget med Vasabrunnen och Kalmar teater. Bakom fontänen skymtar Frimurarehuset och bakom utomhusscenen och träden på höger sida Kalmarhemshuset.
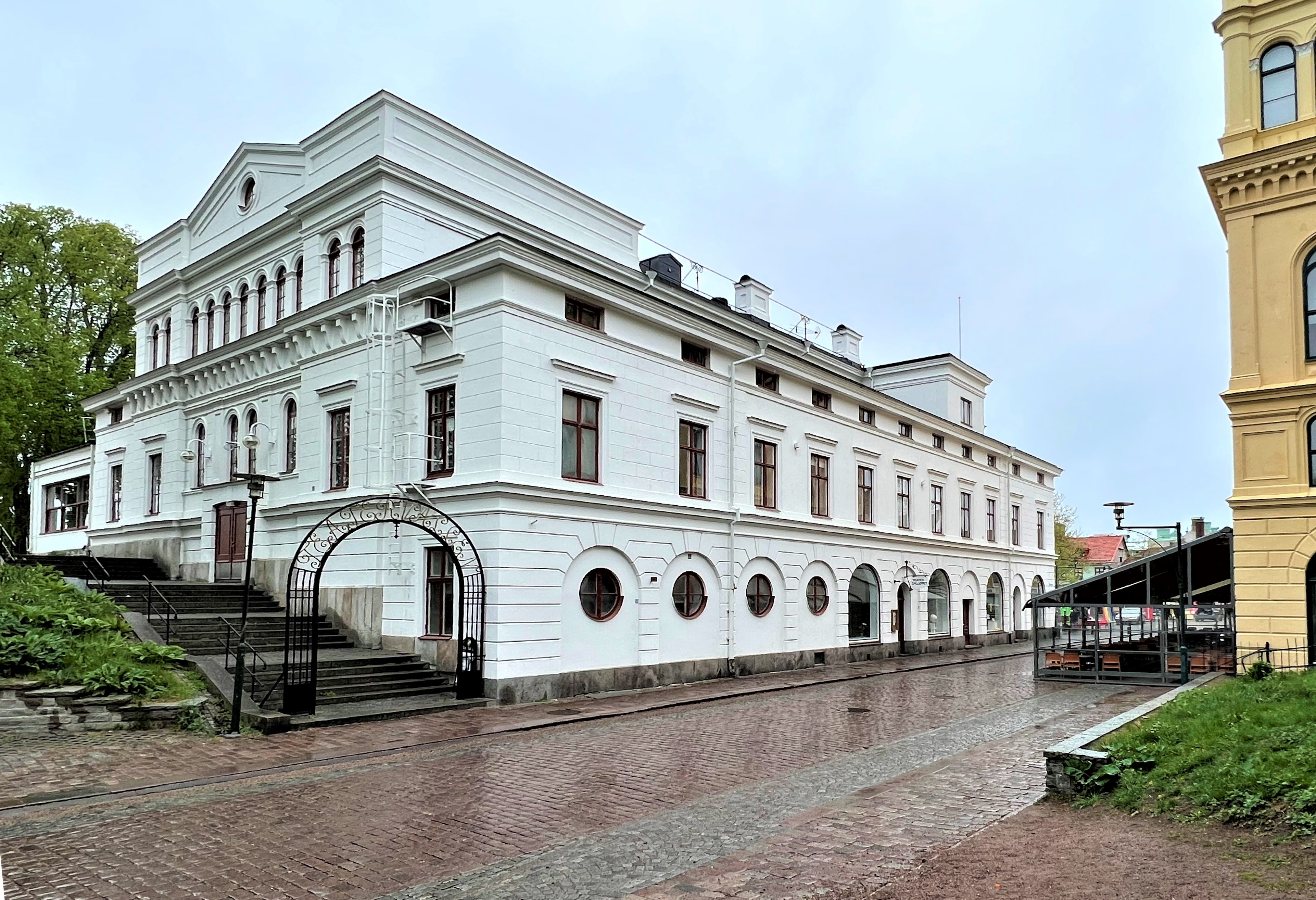
Teaterns fasad mot Olof Palmes gata, mitt emot Frimurarehuset . I fonden Larmtorget.
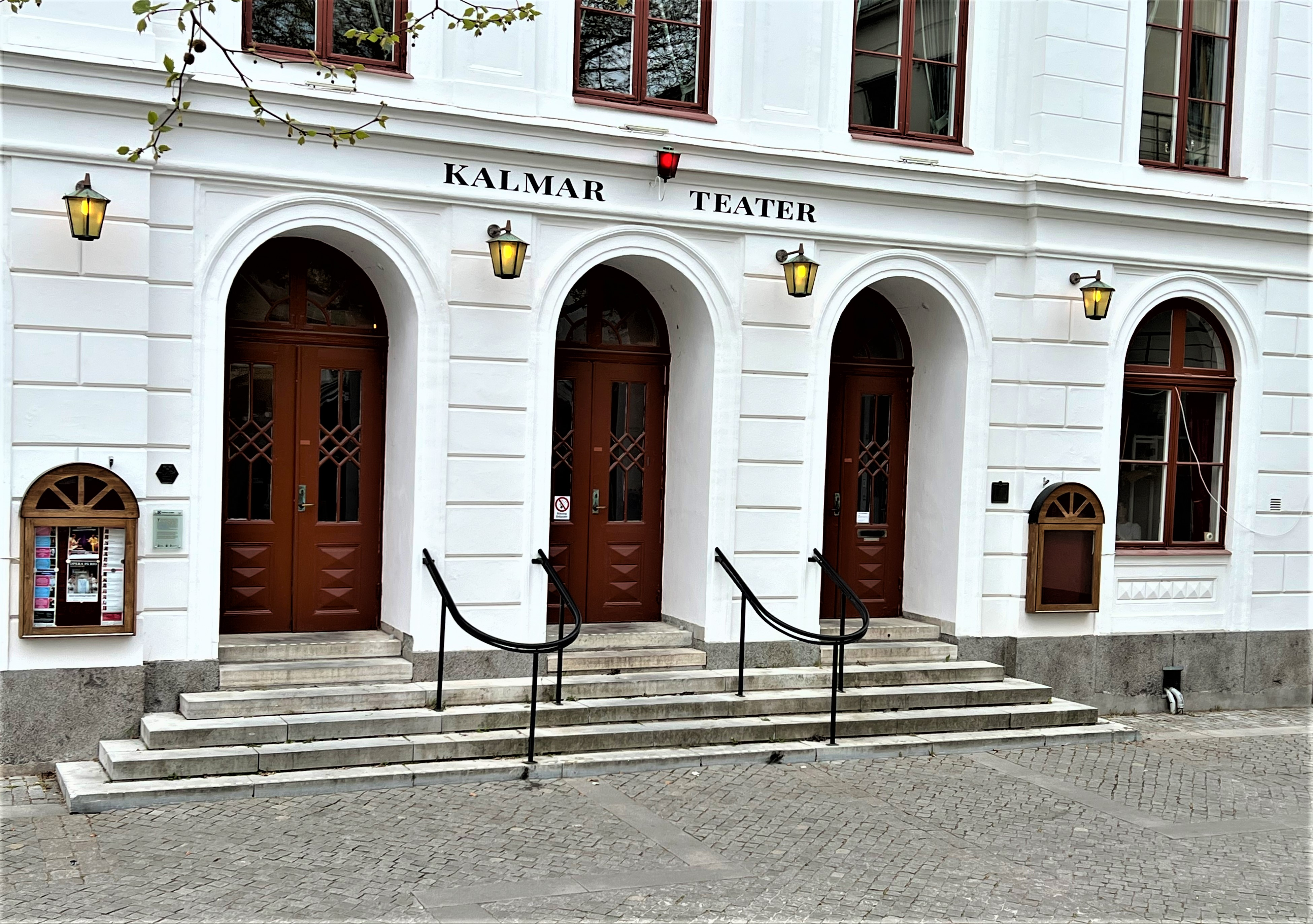
Entrén mot Larmtorget.